# Штайнфель, Никола
Никола Штайнфель (хорв. Nikola Steinfel; 27 февраля 1889, Зларин — 7 июня 1945, Загреб) — хорватский военачальник, адмирал ВМС Независимого государства Хорватии и министр вооружённых сил Хорватии.

## Биография
Окончил гимназию в Госпиче и Военно-морскую академию в Риеке в 1909 году.
Нёс службу на флоте Австро-Венгрии, с 1913 года служил в морской авиации, имел звание лейтенанта. Во время Первой мировой войны был ранен в ногу и не мог передвигаться без костыля с тех пор.
После распада Австро-Венгрии продолжил службу в составе флота Королевства Югославии, в 1934 году произведён в капитаны 1-го ранга. На пенсию ушёл в 1940 году.
После образования НГХ вернулся на службу, с конца 1943 по начало 1944 годы возглавлял Штаб государственной рабочей службы.
С начала мая 1944 года в звании вице-адмирала Штайнфель стал командиром ВМС Хорватии.
30 августа 1944 года после провала попытки переворота был назначен министром вооружённых сил, оставаясь на этом посту до конца войны. Позднее произведён в адмиралы. В первое время также был верховным главнокомандующим вооружённых сил НГХ, но 4 декабря 1944 года эту должность занял Анте Павелич, образовавший Главный штаб вооружённых сил НГХ. Особого влияния Штайнфель не оказывал, за что от немцев получил пренебрежительное прозвище «Кукла». Эдмунд Гляйзе фон Хорстенау считал, что Штайнфель вообще ничего не понимал в военном деле.
Штайнфель также был командиром ВМС Хорватии в 1944 году: ему подчинялись корабли, которые ранее были в составе флота ВМС Италии, после её капитуляции попали в руки немцев, а затем были переданы Хорватскому морскому легиону. Однако из-за массового дезертирства в рядах НГХ и захвата кораблей партизанами флот был упразднён в конце 1944 года. Штайнфель в 1945 году отправился на Иван-Планину к хорватским войскам, где поддерживал их до конца боёв.
13 мая 1945 года арестован британцами в Вольфсберге, 18 мая выдан партизанами в Розенбахе. 6 июня 1945 года осуждён трибуналом 2-й югославской армии и приговорён к смерти, приговор приведён в исполнение на следующий день. Югославским властям также был выдан и его брат, подполковник армии НГХ.